# Nicola tetela
Nicola ist eine Gattung der Kalkschwämme, die eine einzige Art, Nicola tetela, umfasst, die in tropischen Gewässern des Westatlantik vorkommt. Der Gattungsname Nicola bezieht sich auf die französische Meeresbiologin Nicole Boury-Esnault in Anerkennung ihrer engagierten Arbeit zur Taxonomie von Schwämmen, einschließlich Kalkschwämmen.

## Beschreibung
Nicola tetela hat einen kugeligen bis eiförmigen Körper mit einem apikalen Osculum. Der Körper bleibt recht klein, das Typusexemplar ist 6 Millimeter lang. Basal ist er durch einen kurzen Stielabschnitt (Peduculus) am Substrat des Meeresbodens angeheftet. Er ist leuchtend orange gefärbt, die Färbung verblasst bei Konservierung in Ethanol nach weißlich. Die Körperwand ist aufgebaut aus zueinander parallelen Röhren. Diese verzweigen oberhalb des Stielabschnitts je einmal, verlaufen dann parallel zueinander ohne Anastomosen oder weitere Verzweigungen, um sich ganz oben schließlich zum Osculum zu vereinen. Das Röhreninnere ist ausgekleidet mit Choanocyten, dazwischen mit Wandporen (Porocyten).
Die kalkigen Skelettnadeln oder Spicula besteht aus mit ihrem langen Schenkel parallel zueinander angeordneten drei- (Triactinen) und vierstrahligen (Tetractinen) Nadeln, wobei die Triactinen überwiegen. Die Form der Spicula wird als parasagittal bezeichnet (Nadeln mit einem längeren und zwei (oder drei) kürzeren Schenkeln, wobei der Winkel zwischen ihnen etwa gleich ist). In der Erstbeschreibung der Art fanden die Bearbeiter irrtümlich nur Triactinen.

## Verbreitung und Ökologie
Die selten gefundene Art wurde nach Funden aus Brasilien, in Küstengewässern des Schelfmeeres vor der Südküste von Bahia, erstbeschrieben. Sie wuchs dort in 47 Meter Wassertiefe zwischen Kalkalgen. 2011 wurde sie vor der Küste der Insel Curaçao wiedergefunden, dort in 9 bis 12 Meter Wassertiefe zwischen Bruchstücken von Korallen.

## Taxonomie und Systematik
Die Art wurde, als Guancha tetela 1976 erstbeschrieben. Die Gattung Guancha war schon 1868 durch Nikolai Nikolajewitsch Miklucho-Maklai erstbeschrieben worden, Typusart war Guancha blanca, gefunden vor der Kanareninsel Lanzarote. Differentialmerkmal war der gestielte Körper. Die Gattung blieb, bis zur Erstbeschreibung von Guancha tetela, taxonomisch umstritten, wurde aber durch die verbesserte Diagnose in dieser Arbeit danach allgemein anerkannt. Später wurden ihr vier weitere, neubeschriebene Arten zugeordnet. Später zeigten phylogenomische Arbeiten, dass Guancha in diesem Sinne keine monophyletische Einheit bildet, die Typusart wurde der Gattung Clathrina zugeschlagen. Die Gattungsdiagnose von Clathrina umfasst aber nur Arten mit triactinen Spicula, so dass diese Art nicht dazugehören konnte. Die Gattungszugehörigkeit blieb zunächst ungeklärt, bis Báslavi Cóndor-Luján und Michelle Klautau 2016 für sie die neue Gattung Nicola aufstellten. Es ist bis heute die einzige Art der Gattung.
Auch in den genetischen Analysen stand Nicola tetela recht isoliert und weit entfernt von allen Vertretern der Gattung Clathrina. Dies wurde in einer späteren Studie mit größerer Taxonabdeckung bestätigt.
Die Gattung Nicola gehört zur Familie der Clathrinidae.